# Vittoria (usurpatrice)
Vittoria o Vitruvia (fl. III secolo) è riportata nella lista dei Trenta Tiranni della Historia Augusta come usurpatrice contro l'imperatore romano Aureliano (270-275), nell'impero delle Gallie.
L'unica fonte che testimoni l'esistenza di Vittoria è la Historia Augusta, che la ricorda come madre dell'imperatore delle Gallie Marco Piavonio Vittorino e nonna di Vittorino iunior, entrambi uccisi da loro soldati. Vittoria scelse il successore del proprio figlio, Tetrico, e assunse il titolo di mater castrorum ("madre degli accampamenti"), che era stato adottato dalle imperatrici romane dopo Faustina Minore. Sempre secondo l'Historia Augusta, coniò monete recanti il suo nome. Morì subito dopo l'ascesa di Tetrico, o uccisa dai soldati o di morte naturale.